# Edilson de Souza Silva
Edilson de Souza Silva (* 11. September 1968 in Caculé, Bahia) ist ein brasilianischer römisch-katholischer Geistlicher und Weihbischof in São Paulo.

## Leben
Edilson de Souza Silva wuchs im Osten von São Paulo auf. Er besuchte die Escola Municipal Professora Wanny Salgado Rocha im Stadtteil Vila União und die Escola Estadual Prof. Gabriel Ortiz im Stadtteil Vila Esperança. Von 1988 bis 1990 studierte er Philosophie am Priesterseminar Nossa Senhora da Esperança des Erzbistums São Paulo in Ipiranga und an den Faculdades Associadas do Ipiranga (FAI) sowie von 1991 bis 1993 Katholische Theologie am Priesterseminar des Bistums São Miguel Paulista in Ermelino Matarazzo und an der Faculdade de Teologia Nossa Senhora da Assunção in São Paulo. Der Bischof von São Miguel Paulista, Fernando Legal SDB, weihte ihn am 18. Dezember 1993 in der Basilika Nossa Senhora da Penha in São Paulo zum Diakon und spendete ihm am 10. Dezember 1994 das Sakrament der Priesterweihe für das Bistum São Miguel Paulista.
Nach der Priesterweihe war Edilson de Souza Silva zunächst als Pfarrvikar der Pfarrei Santo Antônio in Engenheiro Trindade und als Subregens am Priesterseminar Nossa Senhora da Penha tätig, bevor er 1997 Pfarrer der Pfarrei São José in Jardim Brasília wurde. 2003 wurde er für weiterführende Studien nach Rom entsandt, wo er 2004 an der Päpstlichen Universität Gregoriana ein Lizenziat im Fach Dogmatik erwarb. In dieser Zeit war er Alumnus des Päpstlichen Brasilianischen Pius-Kollegs. Nach der Rückkehr in seine Heimat im Jahr 2005 wirkte Edilson de Souza Silva kurzzeitig als Pfarrvikar der Kathedrale São Miguel Arcanjo in São Miguel Paulista, bevor er noch im selben Jahr Pfarrer der Pfarrei Nossa Senhora do Rosário in São Miguel Paulista wurde. Ab 2017 war er Pfarrvikar und ab 2018 schließlich Pfarrer und Rektor der Basilika Nossa Senhora da Penha. Zusätzlich war er Spiritual und Studiendirektor am Priesterseminar Nossa Senhora da Penha. Ferner koordinierte er die Pastoral im Bistum São Miguel Paulista und fungierte als Bischofsvikar für die Region São Miguel. Zuletzt wirkte Edilson de Souza Silva zudem als Generalvikar des Bistums São Miguel Paulista und koordinierte die Arbeit der diözesanen Kinderschutzkommission.
Am 21. Februar 2024 ernannte ihn Papst Franziskus zum Titularbischof von Badiae und zum Weihbischof in São Paulo. Der Erzbischof von São Paulo, Odilo Pedro Kardinal Scherer, spendete ihm am 21. April desselben Jahres in der Kathedrale São Miguel Arcanjo in São Miguel Paulista die Bischofsweihe; Mitkonsekratoren waren der Bischof von São Miguel Paulista, Algacir Munhak CS, und der emeritierte Bischof von São Miguel Paulista, Manuel Parrado Carral. Sein Wahlspruch Sicut qui ministrat („Wie einer, der dient“) stammt aus Lk 22,27 .